# Vuelo 324 de Avient Aviation
El 28 de noviembre de 2009, un avión de Avient Aviation, un McDonnell Douglas MD-11, con registro Z-BAV, se estrelló en Aeropuerto Internacional de Shanghái Pudong con destino a  Biskek - Aeropuerto Internacional de Manas, Kirguistán. El avión se estrelló durante su despegue dejando la pérdida de 3 vidas. La cola golpeó el suelo antes de estrellarse. El avión solo tenía 8 días con Avient Aviation al momento del accidente.

## La aeronave
El avión fue adquirido de San Francisco por el arrendador de aviones Pegasus Aviation Company. Entregado en 1990, este MD-11 fue la primera propiedad de Pegasus para ser arrendado a Korean Air como un avión de pasajeros y luego se convirtió en un avión carguero en 1995, con el HL7372 de registro. El avión fue devuelto a Pegasus en 2004. De 2005 a 2009 fue arrendado a Varig Log de Brasil. Era el gemelo del HL7373, el MD-11F que se estrelló en Xinzhuang, Shanghái, operando el vuelo 6316 de Korean Air Cargo en 1999.
Las nacionalidades de los tripulantes eran: 4 estadounidenses, 1 indonesio, 1 belga y 1 zimbabuense. 
| Nacionalidad   | Personas |
| -------------- | -------- |
| Indonesia      | 1        |
| Bélgica        | 1        |
| Estados Unidos | 4        |
| Zimbabue       | 1        |
| Total          | 7        |